# Le Parfait Négociant
El comerciante perfecto: Instrucciones generales sobre el comercio de mercancías en Francia y en países extranjeros ("Le Parfait Négociant, ou Instruction générale pour ce qui regarde le commerce de toute sorte de marchandises tant de France que des pays étrangers") es un manual de comercio publicado en París en 1675 por el financiero y economista francés Jacques Savary.

## Contexto
Savary, habiendo sido encargado de arbitrar numerosas cuestiones comerciales por el canciller Séguier, fue nombrado por Colbert en 1670 en el Consejo de Reformas para el Comercio, donde participó en los trabajos que llevaron a la publicación de la ordenanza sobre el comercio de 1673, precursora del código de comercio. A veces conocida como el "Código Savary" debido a su importante contribución en su redacción; Pussort presidente de esa comisión, solía llamarlo así. Y fue principalmente gracias a las solicitudes de este último que Savary decidió publicar sus trabajos. 
Es posible que su publicación haya sido influenciada por la obra Della mercatura e del mercante perfetto, escrito por Benedetto Cotrugli en Nápoles en 1458, fue el primer manuscrito de contabilidad (4 páginas), aunque, sobre todo un manual de comercio. En 1573 se publicó una edición impresa en Venecia y en 1582 una traducción al francés titulada Traité de la marchandise et du parfait marchand.

## Descripción
Compuesto sobre la base de los numerosos informes que había redactado para preparar la ordenanza, "Le Parfait Négociant" consta de cinco capítulos. Esta obra tuvo un gran éxito y adquirió un gran prestigio. Rápidamente se convirtió en una referencia en la materia y se consideró que tenía fuerza de ley. El autor publicó varias ediciones en vida con correcciones y ampliaciones. El libro fue pirateado en Francia y en el extranjero, donde fue traducido al inglés, neerlandés, alemán e italiano. Se reimprimió varias veces y la última edición data de 1800.

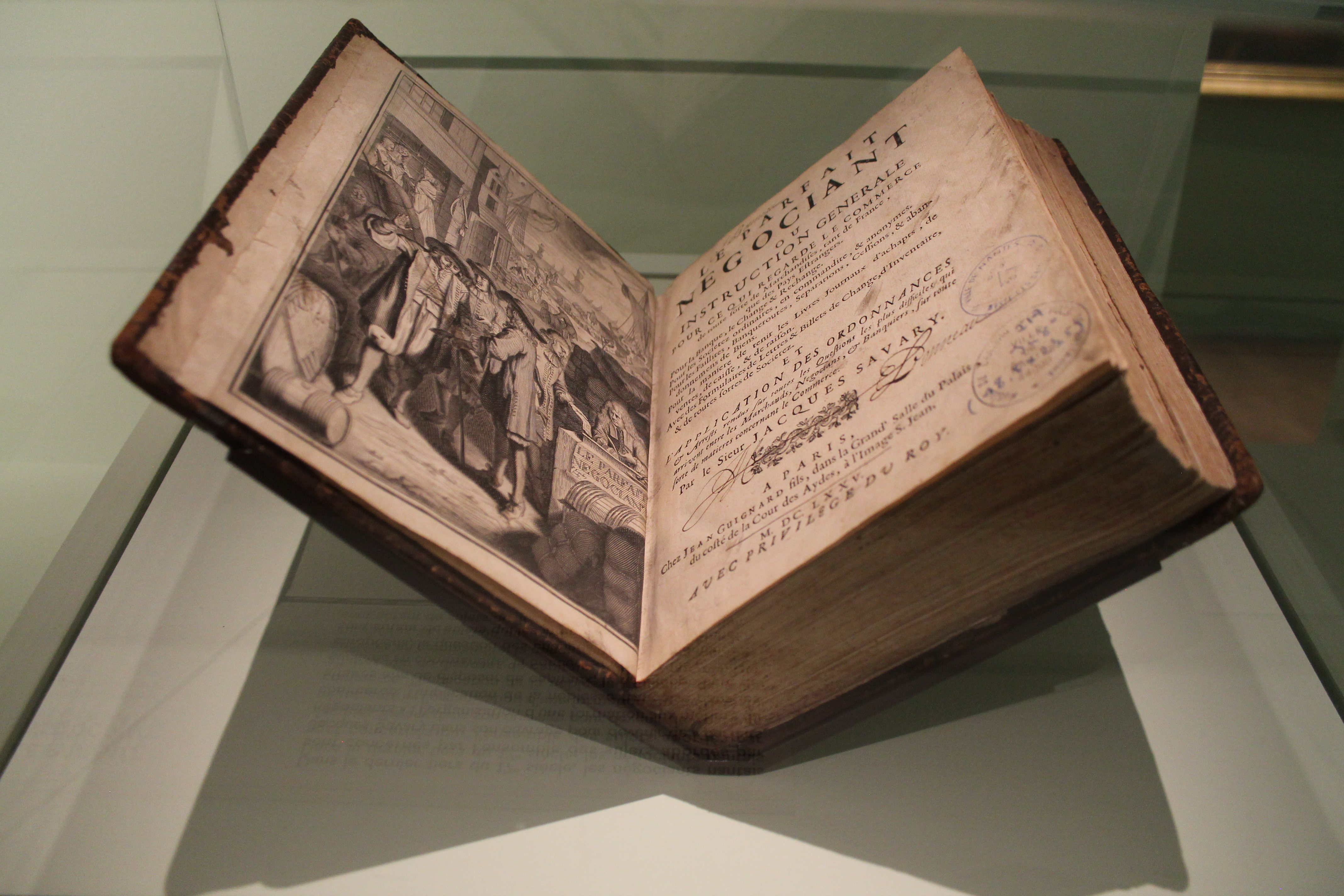
Ejemplar original conservado en museo.

Este tratado de economía se publicó con la intención de formar a las nuevas generaciones de comerciantes franceses. Esta obra fue reimpresa varias veces en poco tiempo y pronto se tradujo a varios idiomas extranjeros, siendo la primera de ellas en holandés, con la edición de Ámsterdam en 1683.
"Le Parfait Négociant" combina instrucciones prácticas y consejos de moralidad y prudencia comercial con discusiones legales. Se respira en él, de principio a fin, un perfume de probidad y rigor moral que ennoblece todas las profesiones y es el honor del comercio. El estilo ha sido descrito como a veces carente de elegancia e incluso de corrección, pero a menudo se eleva por la excelencia de los sentimientos de su autor. Siempre es claro y generalmente sencillo. Las soluciones legales son claras, sensatas, prácticas y honestas.
Esta obra marcó la distinción entre dos términos ("marchand" y "négociant") que se estaban difundiendo en el léxico francés desde hacía algún tiempo y que indicaban la diferenciación social que se produjo en la Francia del siglo XVII. "Marchand" se refería al comerciante minorista, vendedor al por menor, relegado a la clase social más baja, el tercer estado; mientras que "négociant" se refería al comerciante mayorista, burgués que podía alcanzar grandes riquezas y prestigio en la sociedad francesa del Antiguo Régimen.

## Legado
En 1688, Savary publicó una continuación de su obra "Le Parfait Négociant" con "Les Parères, ou avis et conseils sur les plus importantes matières de commerce" (Consejos y advertencias sobre los asuntos comerciales más importantes), que es considerado como un segundo tomo o parte de El Perfecto Negociante.

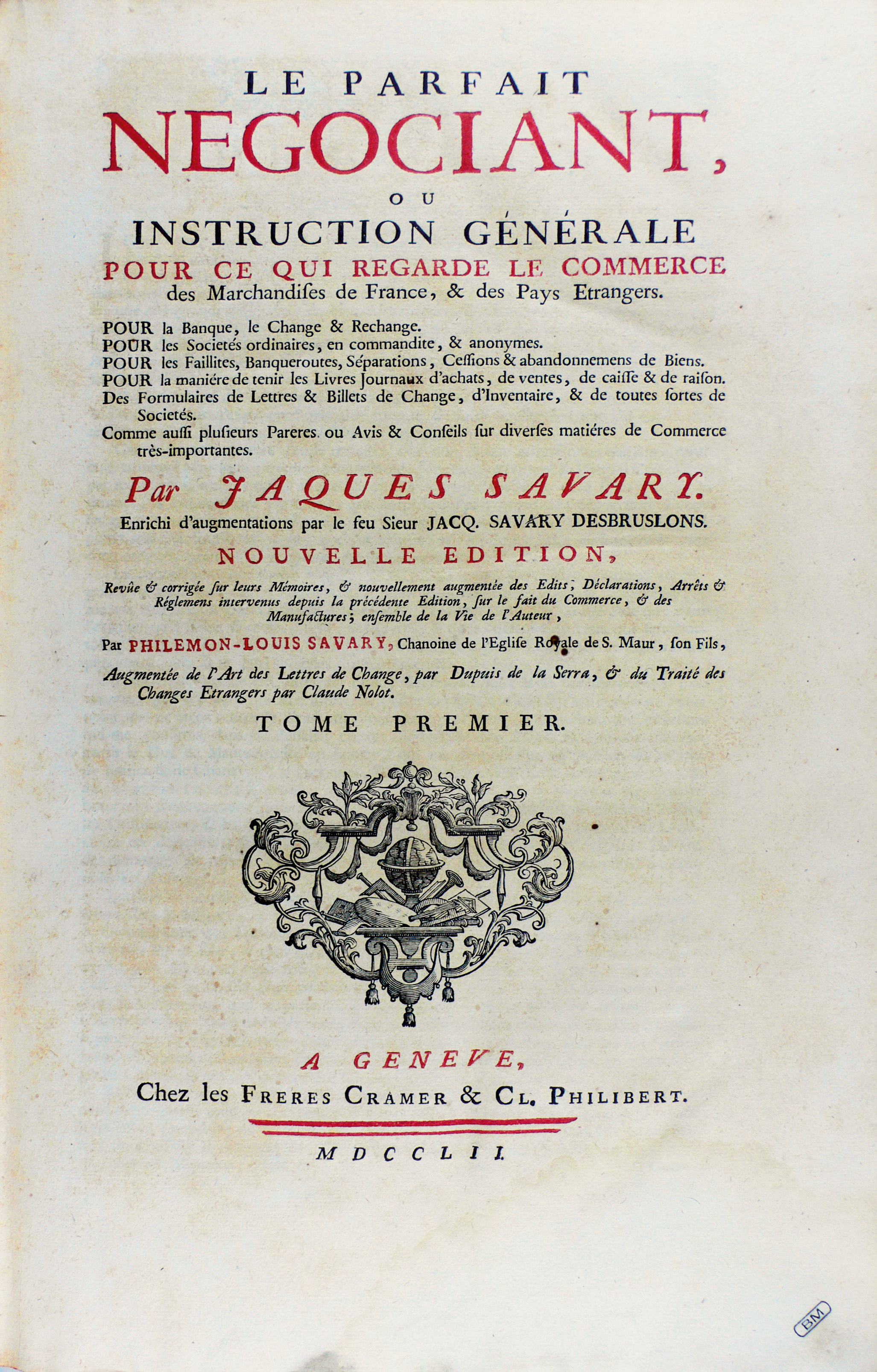
Carátula inicial.

La difusión de El Perfecto Negociante en el pensamiento de la época fue tal que influyó incluso en la redacción del código napoleónico. La primera mitad de su libro puede considerarse, no obstante la inclusión de las normas mercantilistas, como el primer ensayo de una ciencia de la economía de la empresa. El libro es una biblia de los negocios, cuya importancia ha sido destacada por Max Weber.
Olivier Pétré-Grenouilleau considera que con esta obra, Jacques Savary fue un precursor del industrialismo francés (teoría económica), y resalta lo siguiente "en el famoso libro "Le Parfait Négociant" escrito por Jacques Savary en 1675, se pueden encontrar ciertos aspectos que marcaron el comercio. Este libro se convirtió en el siglo siguiente en la "biblia" del comercio. En él se encuentra el principio de la justificación providencial, social y política del comercio y del comerciante: "Dios ha dispuesto las cosas en la tierra [...] para que los hombres hagan comercio juntos [...]. No era suficiente que el comercio fuera necesario, debía ser útil [...]. La utilidad del comercio se extiende sobre los reinos y los principios que los gobiernan".
"Le Parfait Négociant" y "Les Parères" fueron reeditados por Droz en 2011 en 2 volúmenes (ilustrados) en francés moderno, acompañados de una introducción de 150 páginas y 21 anexos.